# ۱۹۷۷

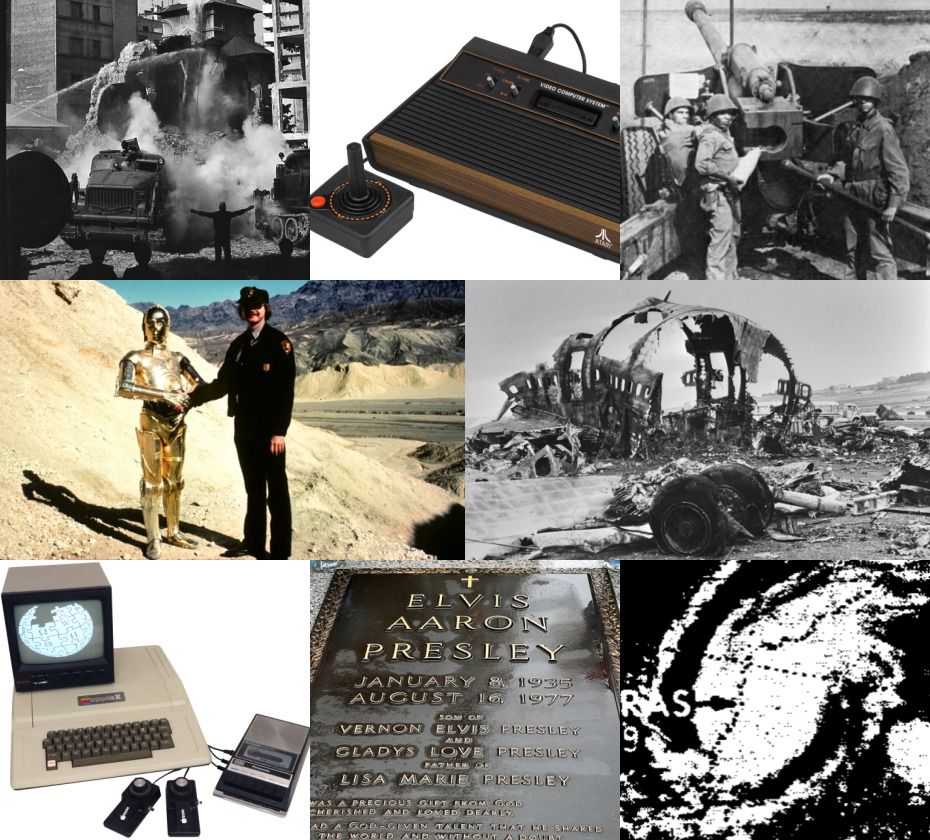

۱۹۷۷ (MCMLXXVII) سال عادی بود که در شنبه شروع شد.

## رویدادها
- انحلال حزب فالانژ اسپانیا
- ارسال ویجر۱و۲ به فضا برای شناسایی سامانه خورشیدی
- اکران فیلم جنگ ستارگان (اولین فیلم)

## زادروزها
- ۱۶ آوریل - لیلا صادقی، نویسندهٔ ایرانی
- ۲۶ ژانویه - وینس کارتر، بسکتبالیست آمریکایی
- ۲ فوریه - شکیرا، خواننده کلمبیایی
- ۲۱ فوریه - کوین رز، مجری تلویزیونی آمریکایی
- ۱۶ ژوئن - کری وود، بسکتبالیست آمریکایی
- ۲۷ ژوئن - رائول، فوتبالیست اسپانیایی
- ۲ اوت - ادوارد فورلانگ، بازیگر آمریکایی
- ۳ اوت - آنجلا بیسلی
- ۳ اوت - تام بردی، فوتبالیست آمریکایی
- ۲۷ اوت - دکو، فوتبالیست پرتغالی
- ۸ ژانویه – آمبر بنسون، تهیه‌کننده، فیلمنامه‌نویس، بازیگر، نویسنده، و کارگردان آمریکایی
- ۱۳ ژانویه – اورلاندو بلوم، بازیگر بریتانیایی
- ۱۷ ژانویه – لی ونل، بازیگر استرالیایی
- ۲۱ ژانویه – جری ترینور، صداپیشه و بازیگر آمریکایی
- ۲۲ ژانویه – هیدتوشی ناکاتا، بازیکن فوتبال ژاپنی
- ۲۷ ژانویه – جرمین جکسون، گیتاریست و خواننده آمریکایی
- ۱۹ فوریه – جانلوکا زامبروتا، بازیکن فوتبال ایتالیایی
- ۲۷ فوریه – جی سانگ، بازیگر اهل کره جنوبی
- ۳ مارس – رونان کیتینگ، خواننده ایرلندی
- ۸ مارس – جیمز ون در بیک، بازیگر آمریکایی
- ۱۴ مارس – کیم نام آیل، بازیکن فوتبال اهل کره جنوبی
- ۹ آوریل – جرارد وی، خواننده-ترانه‌سرا، موسیقی‌دان، نویسنده، و خواننده آمریکایی
- ۲۳ آوریل – جان سینا، کشتی گیر حرفه ای، موسیقی دان، خواننده رپ و بازیگر سرشناس آمریکایی
- ۴ مه – امیلی پرکینز، بازیگر کانادایی
- ۱۲ مه – مریم میرزاخانی، ریاضیدان ایرانی و برنده مدال فیلدز
- ۲۴ مه – تمارین تنسوکارن، بازیکن تنیس و ورزشکار تایلندی
- ۲۸ مه – الیزابت هاسلبک، مجری تلویزیونی و ژورنالیست آمریکایی
- ۲۹ مه – ماسیمو آمبروزینی، فوتبالیست ایتالیایی
- ۱ ژوئن – سارا وین کالیز، بازیگر آمریکایی
- ۲ ژوئن – زکری کینتو، تهیه‌کننده و بازیگر آمریکایی
- ۴ ژوئن – کریستینا آگیلرا، خواننده-ترانه‌سرا، رقاص، آهنگساز، موسیقی‌دان، بازیگر، و خواننده آمریکایی
- ۷ ژوئن – مارچین باسزکزونسکی، بازیکن فوتبال و ورزشکار لهستانی
- ۱۲ ژوئن – آنیتا تیخوکس، خواننده فرانسوی
- ۲۹ ژوئن – زلیخا رابینسون، بازیگر بریتانیایی
- ۲۴ ژوئیه – مهدی مهدوی‌کیا، بازیکن فوتبال ایرانی
- ۳۰ ژوئیه – جیمی پرسلی، بازیگر و مدل آمریکایی
- ۱۶ اوت – تامر حسنی، بازیگر، خواننده، و موسیقی‌دان مصری
- ۱۳ سپتامبر – فیونا اپل، خواننده-ترانه‌سرا، نویسنده، ترانه‌سرا، پیانیست، موسیقی‌دان، آهنگساز، و خواننده آمریکایی
- ۲۰ سپتامبر – نامی آمورو، بازیگر و خواننده ژاپنی
- ۱۵ اکتبر – دیوید ترزگه، بازیکن فوتبال فرانسوی
- ۱۶ اکتبر – توروالد فنبرخ، دوچرخه‌سوار اهل هلند
- ۱۷ اکتبر – آندره ویلاس-بوآس، بازیکن فوتبال پرتغالی
- ۲۵ اکتبر – بیرگیت پرینتس، بازیکن فوتبال آلمانی
- ۲۹ اکتبر – برندان فهر، بازیگر کانادایی
- ۲ نوامبر – رندی هریسون، بازیگر آمریکایی
- ۳ نوامبر – آریا جووانی، بازیگر و بازیگر پورنوگرافی آمریکایی
- ۱۰ نوامبر – بریتانی مورفی، صداپیشه، موسیقی‌دان، بازیگر، و خواننده آمریکایی (د. ۲۰۰۹)
- ۱۷ نوامبر – ریک نیتلینگ، شناگر اهل آفریقای جنوبی
- ۲۷ نوامبر – میکا تان، بازیگر و بازیگر پورنوگرافی آمریکایی
- ۸ دسامبر – جف لاودر، دوچرخه‌سوار اهل ایالات متحده آمریکا
- ۱۰ دسامبر – امانوئل چریکی، بازیگر کانادایی
- ۲۱ دسامبر – امانوئل مکرون، رئیس‌جمهور فرانسه
- ۲۵ دسامبر – آم جی وون، بازیگر اهل کره جنوبی

## درگذشت‌ها
- ۲ ژانویه - ارول گارنر، موسیقی‌دان آمریکایی (زاده ۱۹۲۱)
- ۱۴ ژانویه - آنتونی ادن، نخست وزیر انگلیس (زاده ۱۸۹۷)
- ۹ مه - جیمز جونز (به انگلیسی: James Jones) ‏ (۱۹۲۱ - ۱۹۷۷) نویسنده آمریکایی.
- ۱۹ ژوئن - علی شریعتی، جامعه‌شناس ایرانی (زاده ۱۹۳۳)
- ۱۶ اوت - الویس پریسلی، خواننده و بازیگر آمریکایی (زاده ۱۹۳۵)
- ۲۵ دسامبر - چارلی چاپلین، بازیگر کمدی زاده انگلیس (زاده ۱۸۸۹)
- ۲۶ دسامبر: هاوارد هاکس کارگردان شهیر آمریکایی (زاده ۱۸۹۶)
- ۱۲ ژانویه – آنری-ژرژ کلوزو، فیلمنامه‌نویس و کارگردان فرانسوی (ز. ۱۹۰۷)
- ۳ فوریه – پالین استارک، بازیگر آمریکایی (ز. ۱۹۰۱)
- ۵ فوریه – اسکار کلین، فیزیک‌دان سوئدی (ز. ۱۸۹۴)
- ۱۹ فوریه – آنتونی کراسلند، سیاست‌مدار بریتانیایی (ز. ۱۹۱۸)
- ۲۷ فوریه – الیسن هی، بازیگر آمریکایی (ز. ۱۹۳۰)
- ۳ مارس – پرسی مارمونت، بازیگر و کارگردان بریتانیایی (ز. ۱۸۸۳)
- ۸ مارس – هنری هال، بازیگر آمریکایی (ز. ۱۸۹۰)
- ۱۶ مارس – کمال جنبلاط، سیاست‌مدار لبنانی (ز. ۱۹۱۷)
- ۲۷ مارس – دیانا هایلند، بازیگر آمریکایی (ز. ۱۹۳۶) و  یاکوب فان زالتن  خلبان 50 ساله هلندی هواپیمایی کی ال ام که باعث بزرگترین حادثه هوایی جهان شد

ی
ی
- ۱۱ آوریل – ژاک پرور، شاعر و فیلمنامه‌نویس فرانسوی (ز. ۱۹۰۰)
- ۱۶ مه – مودیبو کیتا، سیاست‌مدار آمریکایی (ز. ۱۹۱۵)
- ۲۳ ژوئیه – آرسنیو اریکو، بازیکن فوتبال اهل پاراگوئه (ز. ۱۹۱۵)
- ۱ اوت – فرانسیس گری پاورز، افسر آمریکایی (ز. ۱۹۲۹)
- ۱۱ اوت – جان هاوارد لاسون، فیلمنامه‌نویس آمریکایی (ز. ۱۸۹۴)
- ۲۹ اوت – جین هیگن، بازیگر آمریکایی (ز. ۱۹۲۳)
- ۱ سپتامبر – اتل واترز، بازیگر، موسیقی‌دان، و خواننده آمریکایی (ز. ۱۸۹۶)
- ۳ اکتبر – تی گارنت، فیلمنامه‌نویس و کارگردان آمریکایی (ز. ۱۸۹۴)
- ۱۲ اکتبر – دوروتی داونپورت، فیلمنامه‌نویس، بازیگر، و کارگردان آمریکایی (ز. ۱۸۹۵)
- ۱۴ اکتبر – بینگ کرازبی، بازیگر و خواننده آمریکایی (ز. ۱۹۰۳)
- ۱۷ اکتبر – مایکل بالکن، تهیه‌کننده بریتانیایی (ز. ۱۸۹۶)
- ۴ نوامبر – بتی بالفور، بازیگر بریتانیایی (ز. ۱۹۰۳)
- ۹ نوامبر – گرترود آستور، بازیگر آمریکایی (ز. ۱۸۸۷)